# Олександр Зорич
Зо́рич Олекса́ндр Володи́мирович — псевдонім письменницького дуету Дмитра Гордевського та Яни Боцман. Працює у жанрах наукової фантастики та фентезі, пише російською мовою. Позиціонують себе російськими письменниками, у 2010 році набули громадянства РФ, де живуть та пишуть пропагандистські твори.

## Факти з творчості Олександра Зорича
- дебют стався у 1992 році із твором «Хеллоуін»
- почав публікуватися з 1997 року, коли видавництво «Ексмо» видало роман «Знак руйнівника»
- з 1997 року видано вже 17 романів не враховуючи перевидань
- є сценаристом комп'ютерних ігор «Men of War (У тилу ворога)», «Men of War 2 (У тилу ворога 2)», «Завтра війна», «Завтра війна: Фактор К», «Beltion: Beyond Ritual (Бельтіон: Звід Рівноваги)»

## Твори автора

### Романи
- Трилогія «Шляхи Зорянонароджених» (рос. Пути Звезднорожденных):
  - 1997 — Знак Руйнування (рос. Знак Разрушения)
  - 1997 — Насінина Вітру (рос. Семя Ветра)
  - 1998 — Шляхи Відзеркалених (рос. Пути Отраженных)
    - Те ж саме: Під назвою «Шляхи Зорянонароджених» (рос. Пути Звезднорожденных)

- Тетралогія «Склепіння Рівноваги» (рос. Свод Равновесия):
  - 1998 — Полюбляй та володій (рос. Люби и властвуй)
    - Те саме: Під назвою «Офіцер магічної безпеки» (рос. Офицер магической безопасности)

  - 2000 — Ти переміг (рос. Ты победил)
  - 2001 — Бойова машина любові (рос. Боевая машина любви)
  - 2001 — Світлий час ночі (рос. Светлое время ночи)

- Роман-дилогія «Сезон зброї» (рос. Сезон оружия):
  - 2000 — Російський сектор (рос. Русский сектор)
  - 2000 — Останній аватар (рос. Последний аватар)

- Дилогія «Великий герцог Заходу» (рос. Великий герцог Запада)
  - 2001 — Карл, герцог (рос. Карл, герцог)
  - 2001 — Перший меч Бургундії (рос. Первый меч Бургундии)

- 2002 — Консул Співдружності (рос. Консул Содружества)

- Трилогія «Завтра війна» (рос. Завтра война)
  - 2003 — Завтра війна (рос. Завтра война)
  - 2004 — Без пощади (рос. Без пощады)
  - 2006 — Час — московський! (рос. Время – московское!)

- Дитячий цикл про Дениса Котика:
  - 2007 — Денис Котик і Цариця Крилатих Конів (рос. Денис Котик и Царица Крылатых Лошадей)
  - 2007 — Денис Котик й орден блідих витязів (рос. Денис Котик и орден бледных витязей)

- 2007 — Римська зірка (рос. Римская звезда)